# Robert III d'Escòcia

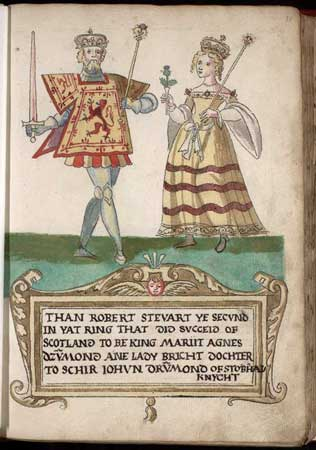
Robert III i Annabella Drummond

Robert III d'Escòcia (1340-1406) fou rei d'Escòcia, segon de la dinastia dels Stuard. El seu veritable nom era Joan de Carrick, però adoptà el nom del seu pare Robert I en pujar al tron.
Aconseguí de rebutjar una invasió anglesa a Homitton Hill (1400), però no pogué evitar les lluites internes entre el seu germà Robert de Fife i Albany, cap del partit proanglès, i David de Rothesay, cap del partit profrancès. El seu segon fill Jaume fou segrestat pels anglesos i va morir de tristesa.